# 김원길
김원길(金元吉, 1943년 1월 2일 ~ 2021년 6월 2일)은 대한민국의 정치인이다. 제14·15·16대 국회의원, 제39대 보건복지부 장관을 역임하였다.
대한전선 부사장, 청보식품 사장, 중앙증권일보 사장을 지냈다. 민주당 소속으로 정계에 입문하여 서울특별시 도봉 을에 출마하여 14대 국회의원을 지냈고, 강북 갑에 출마하여 15·16대 국회의원을 지냈으며, 보건복지부 장관과 한국여자농구연맹 총재를 역임하였다.
2021년 6월 2일 자택에서 급성 심장마비로 별세하였다.

## 학력
- 1955년 서울교동국민학교 졸업
- 1958년 경기중학교 졸업
- 1961년 경기고등학교 졸업
- 1965년 서울대학교 상과대학 경제학 학사

### 비학위 수료
- 1995년 고려대학교 정책대학원 최고위정책과정 수료

## 가족
부친 김상겸은 일제시대 독립운동을 하였고 신의주 감옥에서 2년간 옥고를 치르다 이때 얻은 후유증으로 40대 젊은 나이에 작고하였다.

## 역대 선거 결과
|  | 7.30% |

|  | 38.37% |

|  | 40.13% |

|  | 51.20% |

|  | 36.02% |

## 소속 정당
| 소속 정당 | 소속 정당      | 소속 기간 | 비고           |
| --------- | -------------- | --------- | -------------- |
|           | 신한민주당     | 1986~1987 | 정계 입문      |
|           | 무소속         | 1987      | 탈당           |
|           | 통일민주당     | 1987      | 창당           |
|           | 무소속         | 1987      | 탈당           |
|           | 평화민주당     | 1987~1988 | 창당           |
|           | 무소속         | 1988~1992 | 탈당           |
|           | 민주당         | 1992~1995 | 복당           |
|           | 무소속         | 1995      | 탈당           |
|           | 새정치국민회의 | 1995~2000 | 창당           |
|           | 새천년민주당   | 2000~2002 | 합당           |
|           | 무소속         | 2002      | 탈당           |
|           | 한나라당       | 2002~2012 | 입당 정계 은퇴 |
|           | 새누리당       | 2012~2017 | 당명 변경      |
|           | 자유한국당     | 2017~2020 | 당명 변경      |
|           | 미래통합당     | 2020      | 합당           |
|           | 국민의힘       | 2020      | 당명 변경      |
|           | 무소속         | 2020~2021 | 탈당 사망      |

## 같이 보기
- 도봉구 을 (1988년 선거구)
- 서울 도봉구의 국회의원
- 강북구 갑
- 서울 강북구의 국회의원
- 대한민국의 보건복지부 장관